# Bisbat d'Accia

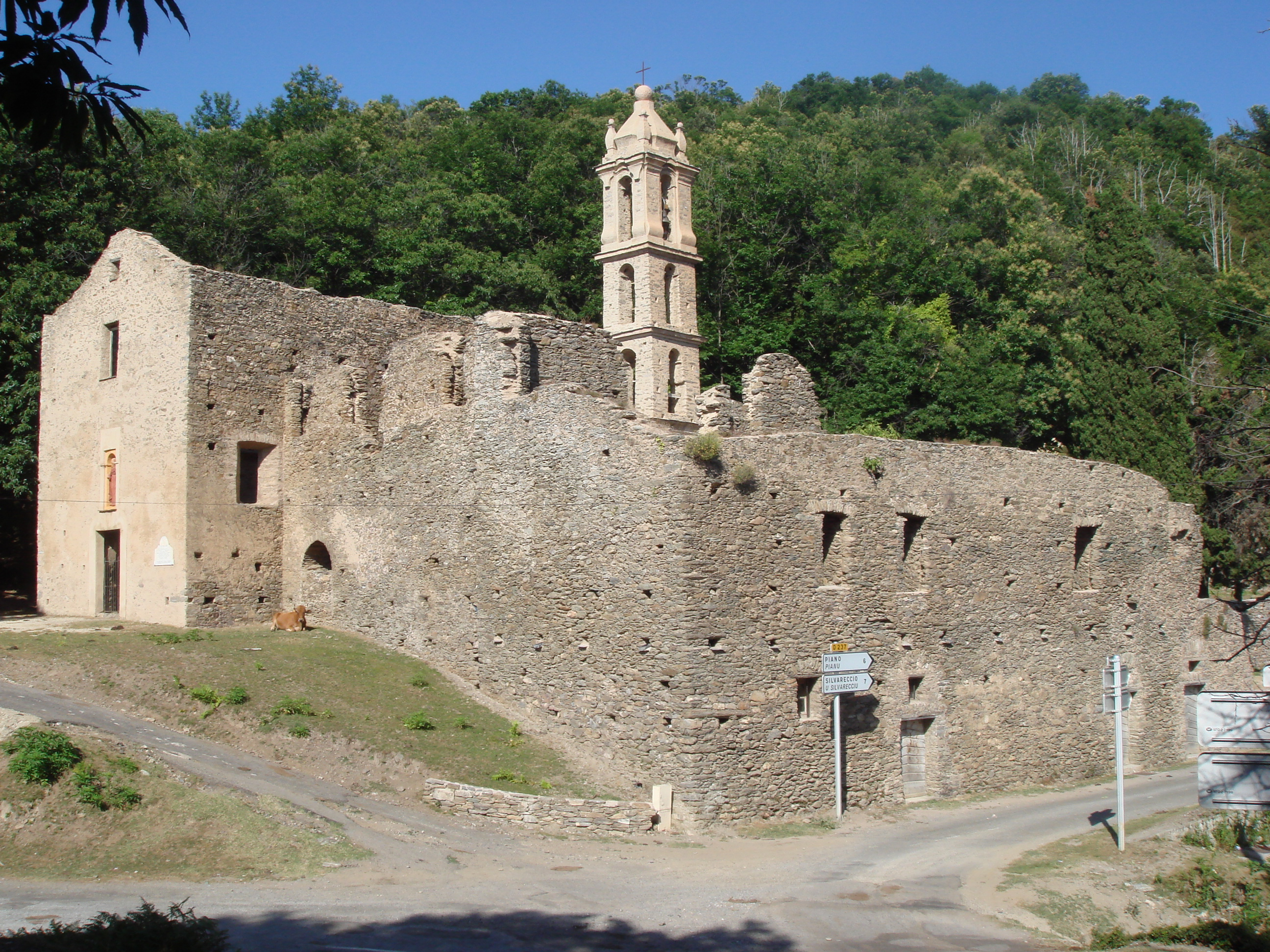
Il convento di Sant'Antonio di Casabianca.

El bisbat d'Accia (francès: Diocèse d'Accia, llatí: Dioecesis Acciensis) és una seu suprimida de l'Església Catòlica a França, Actualment és una seu titular.

## Territori
Accia és una ciutat de l'Alta Còrsega, ara en ruïnes, no gaire lluny del terme municipal de La Porta; en ella hi havia la catedral de Sant Pere, una antiga església construïda en l'època de Gregori el Gran. A partir del segle xii, els bisbes residents primer a Casalta, a la localitat anomenada Costa de' Fiori, i posteriorment al convent de Sant'Antonio di Casabianca.
Va ser la diòcesi més petita de Còrsega i comprenia les parròquies de Rostino i Ampugnani, que anteriorment pertanyien respectivament a les diòcesis d'Aleria i Mariana, amb un total de només 15 parròquies.

## Història
La diòcesi d'Accia va ser construïda a mitjans del segle ix. No es coneixen els bisbes de la primera fase de la seva història. El primer bisbe documentat és Nicola (o Nicolò), esmentat el 909. En qualsevol cas, les notícies sobre els bisbes acciens es van mantenir fins al segle xii.
Fins al segle xi, com totes les diòcesis de Còrsega, Accia estava immediatament subjecta a la Santa Seu. El 1092 passà a formar part de la província eclesiàstica de l'arxidiòcesi de Pisa. El 19 de març de 1133 va passar a la metròpoli de l'arxidiòcesi de Gènova amb la butlla Iustus Dominus del Papa Innocenci II.
Segons François Casta, la diòcesi es va erigir el 1133, amb motiu de la divisió de les seus corses entre les metròpolis de Pisa i Gènova; Accia va ser erigida en una diòcesi per assegurar-se que cada metropolitana, en disputa entre elles, li tocaven tres diòcesis sufragànies. És probable que en aquesta ocasió es va tornar a establir una seu que, a causa de les invasions sarraïnes del segle x, havia romàs vacant durant molt de temps.
A causa de la insalubritat del lloc, la regió va ser abandonada per la població. En conseqüència, la diòcesi, el 30 de gener de 1563, va ser suprimida i el seu territori es va unir amb el de Mariana, als bisbes de la qual es van unir el títol d'Accia.
La diòcesi de Mariana i Accia va ser suprimida després del concordat amb la butlla Qui Christi Domini del Papa Pius VII del 29 de novembre de 1801 i el seu territori incorporat al de la diòcesi d'Aiacciu.
Avui Accia sobreviu com a seu episcopal titular, establerta el 1968; l'actual bisbe titular és Levi Bonatto, bisbe auxiliar  de Goiânia.

## Cronologia episcopal
- Nicola † (citat el 909)
- Riccobono † (citat el 930)
- Enrico o Arrigo † (citat el 1133)
- Opizo † (citat el 1237)[7]
- Imero Guardalupo, O.E.S.A. † (abans de 1267 - 1272[8] mort)
- Benvenuto Nonno, O.Cist. † (abans de 1297 - 1332 mort)
- Angelo, O.F.M. † (20 de setembre de 1332 - 1344 mort)
- Nicola II † (28 de maig de 1344 - 1348 mort)
- Francesco de Quesso, O.F.M. † (11 de febrer de 1348 - ? mort)[9]
- Raimondo de Piacenza, O.F.M. † (13 de maig de 1377 - ? mort)
- Francesco Bonaccorsi, O.F.M. † (13 d'octubre de 1400 - ?)
- Ludovico di Narni, O.F.M. † (26 de març de 1401 - ? mort)
- Agnello di Napoli, O.Carm. † (30 de maig de 1421 - ?)
- Alberto de Casini, O.F.M. † (6 de febrer de 1441 - 8 de setembre de 1450 mort)
- Antonio d'Omessa, O.P. † (17 de març de 1451 - ? deposat)
- Giovanni Andrea Bussi † (3 de març de 1463 - 23 de juliol de 1466 nomenat bisbe de Aleria)
- Antonio de Bonaumbra † (4 de maig de 1467 - ? mort)
- Bartolomeo Panmoglio † (14 d'abril de 1480 - ?)
  - Paolo Fregoso † (26 de març de 1493 - 1493/1494 renuncià) (administrador apostòlic)
- Girolamo Antonio di Subiaco † (21 de febrer de 1494 - ? mort)
- Domenico de Valletari † (21 d'agost de 1500 - 1521 renuncià)
- Bernardino de Luca † (16 d'octubre de 1521 - ? renuncià)
- Benedetto de Nobili † (1536 - 1545 renuncià)
- Girolamo Boccadoro † (26 d'agost de 1545 - ? mort)
- Pietro Affatato † (14 de febrer de 1547 - 3 de juliol de 1553 nomenat bisbe de Minori)
- Agostino Salvago, O.P. † (18 d'agost de 1553 - 28 de novembre de 1558 renuncià)[10]
- Giulio Superchio, O.Carm. † (14 de febrer de 1560 - 30 de gener de 1563 nomenat bisbe de Caorle)
  - Seu unida a Mariana (1563-1801)

## Cronologia de bisbes titulars
- Luis Rojas Mena (6 de maig de 1968 - 20 d'agost de 1969 nomenat bisbe de Culiacán)
- Jean-Baptiste Ama † (12 de desembre de 1974 - 22 de juliol de 1983 nomenat bisbe de Sangmélima)
- Louis Jean Dufaux † (27 de febrer de 1984 - 10 de març de 1988 nomenat bisbe coadjutor de Grenoble)
- Jean Zerbo (21 de juny de 1988 - 19 de desembre de 1994 nomenat bisbe de Mopti)
- Jean-Claude Périsset (16 de novembre de 1996 - 12 de novembre de 1998 nomenat arquebisbe titular de Giustiniana Prima)
- James Liu Tan-kuei (18 de maig de 1999 - 4 de desembre de 2004 nomenat bisbe de Hsinchu)
- Rochus Josef Tatamai, M.S.C. (8 de juliol de 2005 - 29 de novembre de 2007 nomenat bisbe de Bereina)
- Roberto Francisco Ferrería Paz (19 de desembre de 2007 - 8 de juny de 2011 nomenat bisbe de Campos)
- Giovanni Crippa, I.M.C. (21 de març de 2012 - 9 de juliol de 2014 nomenat bisbe de Estância)
- Levi Bonatto, des del 8 d'octubre de 2014